# Levitate (Twenty One Pilots)
Levitate è un singolo del duo musicale statunitense Twenty One Pilots, pubblicato l'8 agosto 2018 come terzo estratto dal loro quinto album in studio Trench.

## Descrizione
Come i precedenti due singoli estratti da Trench, il brano è incentrato dalla fuga dalla depressione e l'ansia e, secondo Billboard, nelle sue strofe Tyler Joseph "rompe la quarta parete" facendo riferimenti alla struttura delle proprie canzoni e definendo un potenziale pericolo condividere canzoni su queste condizioni quando non si può controllare come 
ciò verrà assimilato dai propri ascoltatori.

## Video musicale
Il video ufficiale del brano, diretto da Andrew Donoho, è stato pubblicato insieme al singolo ed è il capitolo finale di una trilogia composta insieme ai video dei precedenti singoli Jumpsuit e Nico and the Niners.

## Tracce
Testi e musiche di Tyler Joseph e Paul Meany.
Download digitale
1. Levitate – 2:25

CD promozionale (Paesi Bassi)
1. Levitate (main) – 2:25
2. Levitate (instrumental) – 2:25

## Formazione
- Tyler Joseph – voce, basso, sintetizzatore, programmazione
- Josh Dun – batteria, percussioni

## Classifiche

### Classifiche settimanali
| Classifica (2018)  | Posizione massima |
| ------------------ | ----------------- |
| Stati Uniti (rock) | 11                |

### Classifiche di fine anno
| Classifica (2018)  | Posizione |
| ------------------ | --------- |
| Stati Uniti (rock) | 67        |